# Bistum Tshumbe
Das Bistum Tshumbe (lat.: Dioecesis Tshumbeensis, frz.: Diocèse de Tshumbe) ist eine in der Demokratischen Republik Kongo gelegene römisch-katholische Diözese mit Sitz in Tshumbe.

## Geschichte
Das Bistum Tshumbe wurde am 25. Mai 1936 durch Papst Pius XI. mit der Apostolischen Konstitution Ad evangelici aus Gebietsabtretungen des Apostolischen Vikariates Kasaï Superiore als Apostolische Präfektur Tshumbe errichtet. Die Apostolische Präfektur Tshumbe wurde am 14. März 1947 durch Papst Pius XII. zum Apostolischen Vikariat erhoben. Am 10. November 1959 wurde das Apostolische Vikariat Tshumbe durch Papst Johannes XXIII. mit der Apostolischen Konstitution Cum parvulum zum Bistum erhoben.
Das Bistum Tshumbe ist dem Erzbistum Kananga als Suffraganbistum unterstellt.

## Ordinarien

### Apostolische Vikare von Tshumbe
- Joseph Augustin Hagendorens CP, 1947–1959

### Bischöfe von Tshumbe
- Joseph Augustin Hagendorens CP, 1959–1968
- Albert Tshomba Yungu, 1968–1995
- Nicolas Djomo Lola, 1997–2022
- Vincent Tshomba Shamba Kotsho, seit 2022